# سمكة شمس المحيط
سمكة شمس المحيط تعرف أيضا باسم مولا مولا أو خفاقة البيض هي أثقل الأسماك العظمية وزناً، إذ يصل وزنها إلى ألف كيلوجرام، ويزيد طولها عندما تمد زعانفها الظهرية والبطنية. وهذا النوع من الأسماك يعيش في المياة المعتدلة والأستوائية حول العالم. السمكة تبدو للوهلة الأولى كأن نصفها الخلفي مفقود لعدم امتلاكها الزعنفة الذيلية، أذ شكلها يشبهه رأس سمكة مع ذيل، وجسمها مسطح افقياً، ويميل جلدها إلى اللون البني بينما قد يصل سمكه يصل إلى (15) سنتيمترا، وتمتاز السمكة بأن زعانفها الصدرية صغيرة ودائرية، وفمها صغير صعب الإغلاق، وعيونها صغيرة مقارنة بحجم جسمها، وأسنانها ملتحمة لتكوِن ما يشبه المنقار.
تتغذى سمكة شمس المحيط على قناديل البحر بشكل رئيسي بالإضافة إلي الكائنات البحرية أخرى مثل: الأسماك والقشريات واللافقاريات الكبيرة نسبياً. تعتبر عرضة لخطر القليل من الحيوانات المفترسة، مثل أسود البحر وحيتان الأوركة واسماك القرش. والجدير بالذكر أن سمكة “اشمس المحيط ” غير مؤذية للإنسان، كما أن لحمها قد يحتوي سموماً، ولكن تعتبر هذه السمكة وجبة طعام شهية في بعض اجزاء العالم مثل اليابان وكوريا وتايوان بعد ازاله السموم منها.
سمكة شمس المحيط عرضة للأذى أو الموت من النفايات العائمة في البحر كالأكياس البلاستيكية وغيرها.

## التسمية
تشير العديد من أسماء سمكة شمس المحيط المختلفة إلى شكلها المسطح. إسمها باللاتينية هو، مولا، بمعنى «حجر الرحى»، الذي يشابهه السمك بسبب لونه الرمادي، ونسيجه الخام، وجسمه المستدير. يشير اسمها الإنجليزي الشائع سمكة الشمس وذلك لعادة الحيوان في أخذ حمامات الشمس على سطح الماء.
أسماء اللغة الهولندية والبرتغالية والفرنسية والكاتالانية والإسبانية والإيطالية والروسية واليونانية والألمانية، على التوالي maanvis و peixe lua و poisson lune و peix lluna و pez luna و pesce luna و рыба- луна و φεγγαρόψαρο و Mondfisch تعني «أسماك القمر» في إشارة إلى شكلها المستدير. في الألمانية تُعرف الأسماك أيضًا باسم Schwimmender Kopf ، أو «رأس السباحة». في البولندية تدعى samogłów ، ويعني «الرأس فقط» لأن ليس له ذيل حقيقي. في السويدية، الدنماركية والنرويجية، تُعرف باسم klumpfisk ، في klompvis الهولندية، باللغة الفنلندية möhkäkala ، وكلها تعني «السمك المقطوع». الترجمة الصينية لإسمها الأكاديمي هي fān chē yú 翻車 魚 ، وتعني «أسماك عجلة مقلوبة». يحتوي سمكة شمس المحيطي على العديد من الأسماء والمرادفات، وتم تصنيفها في الأصل في جنس السمكة المنتفخة على أنها Tetraodon mola. أما الآن فهي موضوعة في جنسها الخاص، مولا، مع ثلاثة أنواع: مولا مولا، ومولا تكتا (سمكة الشمس الغامقة) ومولا ألكساندريني. سمكة شمس المحيط مولا مولا هي من نوع «جنس»
ينتمي جنس Mola إلى عائلة Molidae. تتكون هذه العائلة من ثلاثة أجناس: Masturus و Mola و Ranzania. يستخدم الاسم الشائع «سمكة الشمس» بدون تعريف لوصف العائلة البحرية Molidae وكذلك أسماك الشمس للمياه العذبة في عائلة Centrarchidae التي لا علاقة لها بـ Molidae. من ناحية أخرى، يشير اسم «سمكة شمس المحيط» و «مولا» فقط إلى عائلة Molidae.
تنتمي عائلة Molidae إلى الترتيب Tetraodontiformes والذي يتضمن سمك السمكة المنتفخة، وسمك النيص، وسمك المبرد. تشترك في العديد من الصفات لأعضاء هذا الترتيب بما في ذلك الأسنان الأربعة المدمجة التي تشكل المنقار وجائت تسميتها (tetra = أربعة، odous = سن، وشكل =)). والواقع أن سمك الشمس تشبه السمكة المنتفخة الشائكة أكثر مما تشبه molas البالغة

## الوصف
استبدلت الزعنفة الذيلية لسمكة الشمس المحيطية ب ظفائر مستديرة، مما يخلق الشكل المتقطع لجسمها.الجسم متسطح بشكل جانبي، مما يعطيه شكلًا بيضاويًا طويلًا عند رؤيته وجها لوجه. الزعانف الصدرية صغيرة وعلى شكل المروحة، بينما الزعنفة الظهرية والزعنفة الشرجية طويلة، مما يجعل السمك طويلًا كطولهن. تم تسجيل عينات يصل ارتفاعها إلى 3.3 م (10.8 قدمًا). يبلغ متوسط طول سمكة الشمس البالغة في المحيط 1.8 متر (5.9 قدم) وطول الزعنف إلى الزعنف 2.5 متر (8.2 قدم). يمكن أن يتراوح وزن العينات الناضجة من 247 إلى 1000 كجم (545 إلى 2205 رطل)، العينات الأكبر حجمًا لم يلاحظوا من قبل. الحجم الأقصى يصل إلى 3.3 م (10.8 قدم) في الطول، [11] [14] 4.2 م (14 قدمًا) عرضا شاملا الزعانف، ويصل إلى 2300 كجم (5100 رطل) في الوزن.
يحتوي عمودها الفقري من عدد أقل من الفقرات وهو أقصر بالنسبة للجسم من أي سمكة أخرى. على الرغم من أن سمكة شمس المحيط تنحدر من أسلاف عظمية، إلا أن هيكلها العظمي يحتوي على أنسجة غضروفية إلى حد كبير، وهي أخف من العظام، مما يسمح لها بالنمو إلى أحجام غير عملية للأسماك العظمية الأخرى. أسنانها مثبتة في بنية شبيهة بالمنقار، ولها أسنان بلعومية موجودة في الحلق.
تفتقر سمكة الشمس إلى مثانة السباحة. تشير بعض المصادر إلى أن الأعضاء الداخلية تحتوي على توكسين عصبي مركز، تيتودوتوكسين، مثل أعضاء التتراودودونتيمس السامة الأخرى، في حين يشكك البعض الآخر في هذا الادعاء.

### الزعانف
في سياق تطورها، اختفت الزعنفة الذيلية (الذيل) لسمكة شمس المحيط، لتحل محلها ذيل زائف متكتل، الضفيرة. وتتكون هذه البنية من التقارب بين الزعانف الظهرية والشرجية وتستخدمها الأسماك كدفة لها. تحتفظ الضفائر الناعمة والمسننة بـ 12 أشعة زعنفية وتنتهي في عدد من العظام المستديرة.
غالبًا ما تسبح أسماك الشمس في المحيط بالقرب من السطح، وأحيانًا يُخطئ البعض بالتمييز بين الزعانف الظهرية البارزة مع نظيرتها لأسماك القرش. ومع ذلك، يمكن تمييز الاثنين بحركة الزعنفة. تسبح أسماك القرش مثل معظم

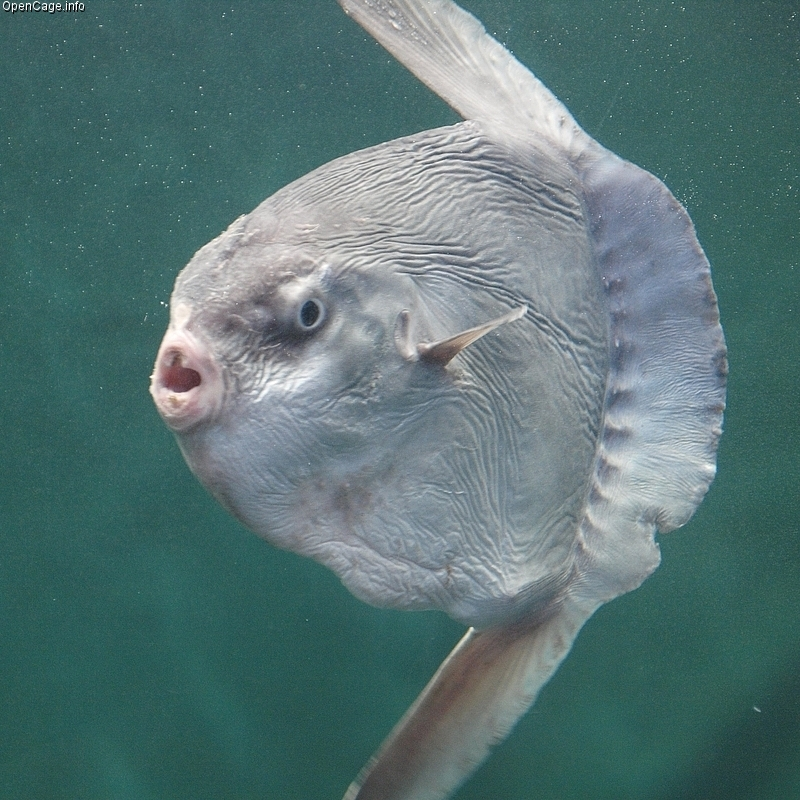
تعتبر سمكة شمس المحيط الأثقل من بين أنواع العظميات

الأسماك عن طريق تحريك الذيل جانبيًا مع الحفاظ على الزعنفة الظهرية ثابتة بينما تأرجح سمكة الشمس زعنفة ظهرها وزعنفتها الشرجية بحركة تجديف مميزة. تتراوح درجة لون

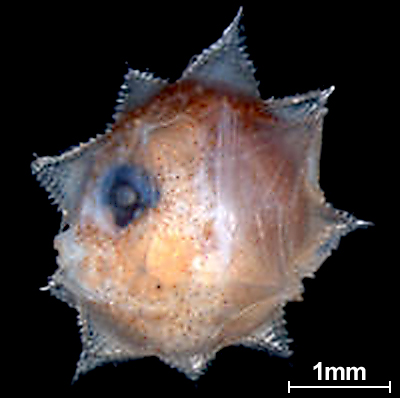
تختفي هذه الأشواك لاحقا

أسماك شمس المحيط البالغة منها من البني إلى الرمادي الفضي أو الأبيض، مع مجموعة متنوعة من أنماط الجلد المرقش. قد تكون بعض هذه الأنماط خاصة بمنطقة معينة. غالبًا ما يكون اللون أغمق على سطح الزعنف الظهري، ويتلاشى إلى ظل أخف من الناحية البطنية كشكل من أشكال التمويه العكسي. تُظهر أيضًا القدرة على تغيير لون البشرة من الفاتح إلى الداكن خاصةً عندما تعرضها للهجوم. الجلد والذي يحتوي على كميات كبيرة من الكولاجين الشبكي يمكن أن يصل سمكه إلى 7.3 سم (2.9 بوصة) على السطح البطني، ومغطى بالسنينيات وطبقة من المخاط بدلاً من القشور. الجلد الموجود على الضفائر أكثر نعومة من الجلد الموجود في الجسم، حيث يمكن أن يكون خشنًا مثل ورق الصنفرة.
قد يقيم أكثر من 40 نوعًا من الطفيليات على الجلد أوداخليًا مما يحفز الأسماك على البحث عن الراحة بعدة طرق. واحدة من أكثر طفيليات أسماك شمس المحيط هي الديدان المفلطحة Accacoelium contortum.
في المناطق المعتدلة، تحتوي حقول عشب البحر المنجرفة على أعشاب أنظف وأسماك أخرى تزيل الطفيليات. في المناطق المدارية، تطلب هذه الأسماك المساعدة من الشعاب المرجانية. من خلال التشمس على السطح، تسمح سمكة شمس المحيط للطيور البحرية بالتغذية على تلك الطفيليات من جلدها. تم الإبلاغ عن اختراق سمكة الشمس وتطهيره بحوالي 3 أمتار (10 أقدام)، في محاولة واضحة لإزاحة الطفيليات.
سماك الشمس المحيطية هي أصلية في المياه المعتدلة والاستوائية لكل محيطات في العالم. يبدو أن الأنماط الجينية لمولا تختلف بشكل كبير بين المحيط الأطلسي والمحيط الهادئ، ولكن الاختلافات الجينية بين الأفراد في نصفي الكرة الأرضية الشمالي والجنوبي ضئيلة.

## المدى والسلوك
على الرغم من أن الأبحاث المبكرة تشير إلى أن سمكة شمس المحيط تتحرك بشكل أساسي من خلال الانجراف مع تيارات المحيط، فقد تم تسجيل البعض بالقدرة على سباحة 26 كم (16 ميل) في اليوم بسرعة إبحار 3.2 كم / ساعة (2.0 ميل في الساعة). هي أسماك عائمة وتسبح على أعماق تصل إلى 600 متر (2000 قدم) كما أنها قادرة على التحرك بسرعة عند البحث عن الطعام أو تفادي الحيوانات المفترسة بقدر ما يمكنها القفز رأسيًا خارج الماء. على عكس التصور القائل بأن سمكة شمس المحيط تقضي معظم وقتها في التشمس على السطح، تقضي البالغة منها فعليًا جزءًا كبيرًا من حياتهم في الصيد بنشاط على مسافات أعمق من 200 متر (660 قدمًا) بحيث يشغلون كل من المناطق الصخرية والوسطى.
غالبًا ما تتواجد في المياه الأكثر دفئًا من 10 درجة مئوية (50 درجة فهرنهايت)؛ وفترات طويلة تقضيها في الماء عند درجات حرارة 12 درجة مئوية (54 درجة فهرنهايت) أو أقل يمكن أن تؤدي إلى الارتباك والموت النهائي. قد يكون سلوك التشمس السطحي، الذي تسبح فيه سمكة الشمس على جانبها، والتي تقدم أكبر تعرض للشمس، طريقة «لإعادة الشحن الحراري» بعد الغوص في مياه أعمق وأكثر برودة من أجل إطعام نفسها. توادجد هذه الأسماك في المياه الباردة خارج موطنها المعتاد، مثل تلك الواقعة جنوب غرب إنجلترا، دليلاً على زيادة درجات الحرارة البحرية على الرغم من أن قرب الساحل الجنوبي الغربي لإنجلترا من تيار الخليج يعني أن العديد من هذه قد تكون أيضًا ناتجة عن حمل الأسماك إلى أوروبا بواسطة التيار.
يتم العثور على سمكة شمس المحيط منفرده، ولكن بشكل زوجي في بعض الأحيان.

### التغذية
كان يعتقد في السابق أن النظام الغذائي لسمكة الشمس المحيطية يتكون في المقام الأول من مختلف قناديل البحر. ومع ذلك، يكشف التحليل الجيني أن أسماك شمس المحيط هي في الواقع حيوانات مفترسة عامة تستهلك إلى حد كبير

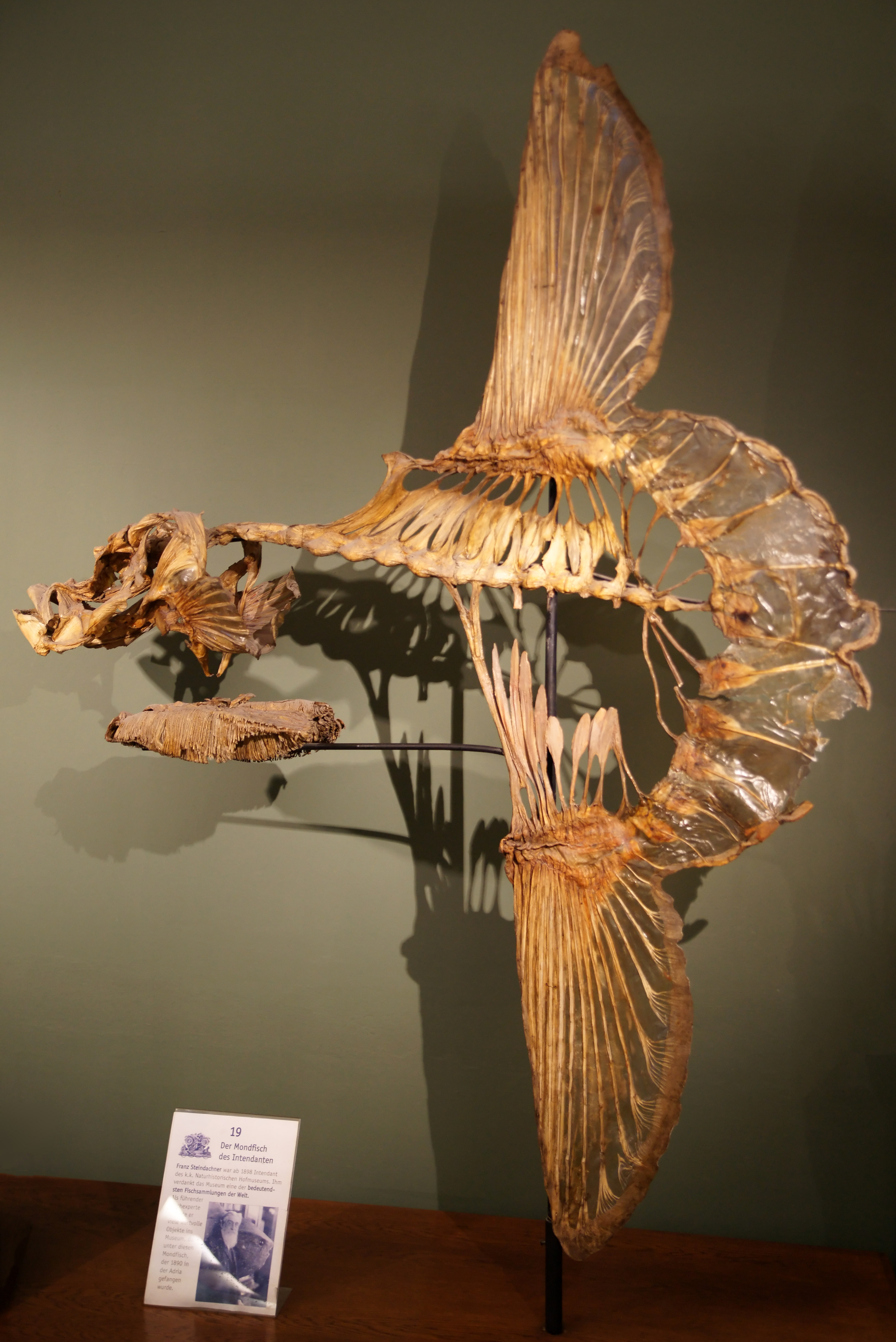
هيكل عظمي لسمك شمس المحيط يبين زعانفها

الأسماك الصغيرة، ويرقات الأسماك، والحبار، والقشريات، حيث تشكل قناديل البحر والأملاح حوالي 15٪ فقط من النظام الغذائي. من حين للآخر تأكل عشب ثعبان البحر. تشير هذه المجموعة من المواد الغذائية إلى أن سمكة شمس المحيط تتغذى على مستويات عديدة، من السطح إلى المياه العميقة، وأحيانًا إلى قاع البحر في بعض المناطق.

### دورة الحياة
قد تعيش أسماك الشمس في المحيط لمدة تصل إلى عشر سنوات في الأسر، ولكن لم يتم تحديد عمرها الافتراضي في موطنها الطبيعية. معدل نموها غير محدد أيضا ومع ذلك، قد ازداد وزن عينة شابة في حوض أسماك مونتيري باي من 26 إلى 399 كجم (57 إلى 880 رطل) ووصلت إلى ارتفاع يبلغ حوالي 1.8 م (5.9 قدم) في 15 شهرًا.
الحجم الكبير والبشرة السميكة للبالغين من هذه الأنواع تمنع العديد من الحيوانات المفترسة الأصغر. لكن الأسماك الأصغر عرضة للافتراس بواسطة التونة ذات الزعانف الزرقاء و mahi mahi. يستهلك أسد البحر والأوركا وأسماك القرش البالغين. يبدو أن أسود البحر تصطاد سمكة شمس المحيط من أجل ممارسة الرياضة، وتمزيق زعانفها، وإلقاء الجسم حولها، ومن ثم التخلي ببساطة إلى الأسماك التي لا تزال حية لكنها عاجزة عن الموت في قاع البحر.
ممارسات التزاوج عند سمكة شمس المحيط غير مفهومة جيدًا، ولكن تم اقتراح مناطق التكاثر في شمال المحيط الأطلسي وجنوب المحيط الأطلسي وشمال المحيط الهادئ وجنوب المحيط الهادئ والهند. يمكن للإناث إنتاج ما يصل إلى 300 مليون بيضة في المرة الواحدة، أكثر من أي فقاريات معروفة أخرى. يتم إطلاق بيض أسماك الشمس في الماء ويتم تخصيبها بعدها عن طريق الحيوانات المنوية.
يبلغ طول تلك التي تم تفقيسها حديثًا 2.5 مم (0.1 بوصة) فقط وتزن جزءًا من الجرام. وتلك التي تبقى على قيد الحياة تنمو لأكبر عدة ملايين من المرات من حجمها الأصلي قبل الوصول إلى نسب البالغين. سمكة شمس المحيط، ذات الزعانف الصدرية الكبيرة، وزعنفة الذيل، والعمود الفقري غير المصنف، تشبه السمكة المنتفخة المصغرة، القطيع المائي يتواجد للحماية ولكن سرعان ما يتم التخلي عن هذا السلوك عند البلوغ.بحلول مرحلة البلوغ، تتكون لديهم القدرة على النمو بأكثر من 60 مليون ضعف حجم ولادتهم، ويمكن القول أن

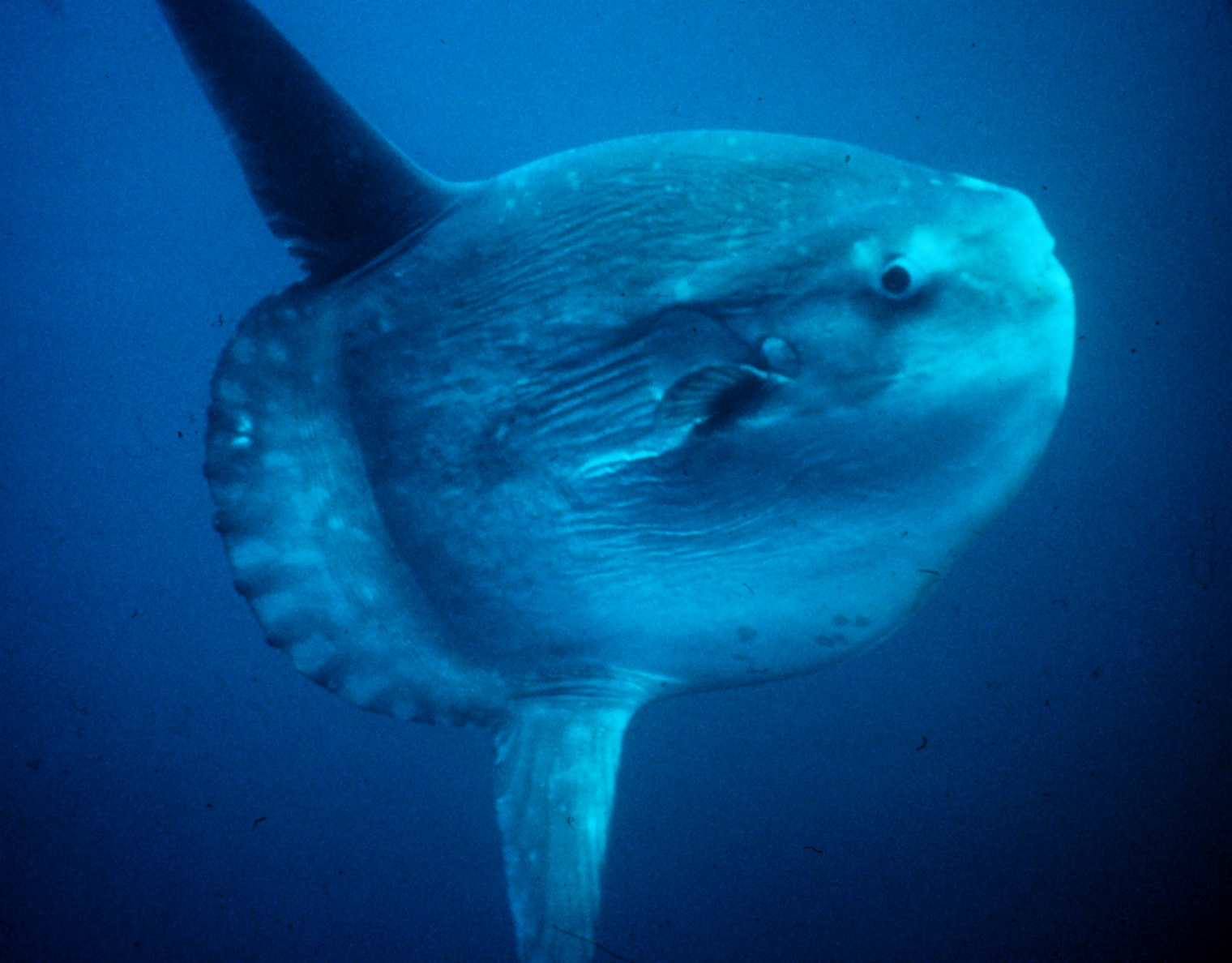
وضعية السباحة النموذجية

النمو الأكثر تطرفًا في حجم أي حيوان فقاري.

## الجينيوم
في عام 2016، قام باحثون من البنك الوطني الصيني للجين و A * STAR سنغافورة، بما في ذلك الحائز على جائزة نوبل سيدني برينر، بتسلسل جينوم سمكة شمس المحيط واكتشاف العديد من الجينات التي قد تفسر معدل نموها السريع وحجم جسمها الكبير. كعضو في ترتيب Tetraodontiformes ، مثل fugu ، فإن سمكة الشمس لديها جينوم متراص تمامًا، بحجم 730 ميجا بايت. يشير التحليل من هذه البيانات إلى أنها ونوع الأسماك المنتفخة قد إنفصلوا قبل 68 مليون سنة تقريبًا، مما يؤكد نتائج دراسات حديثة أخرى تستند إلى مجموعات بيانات أصغر.

## التفاعل الإنساني
على الرغم من حجمها، فإن سمكة شمس المحيط سهلة الإنقياد، ولا تشكل أي تهديد للغواصين. الإصابات منها نادرة على الرغم من وجود خطر طفيف من قفزها من الماء إلى

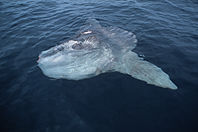
الطفو العرضي

القوارب؛ في إحدى الحالات، هبطت سمكة شمس على صبي يبلغ من العمر 4 سنوات عندما قفزت الأسماك على قارب عائلة الصبي.

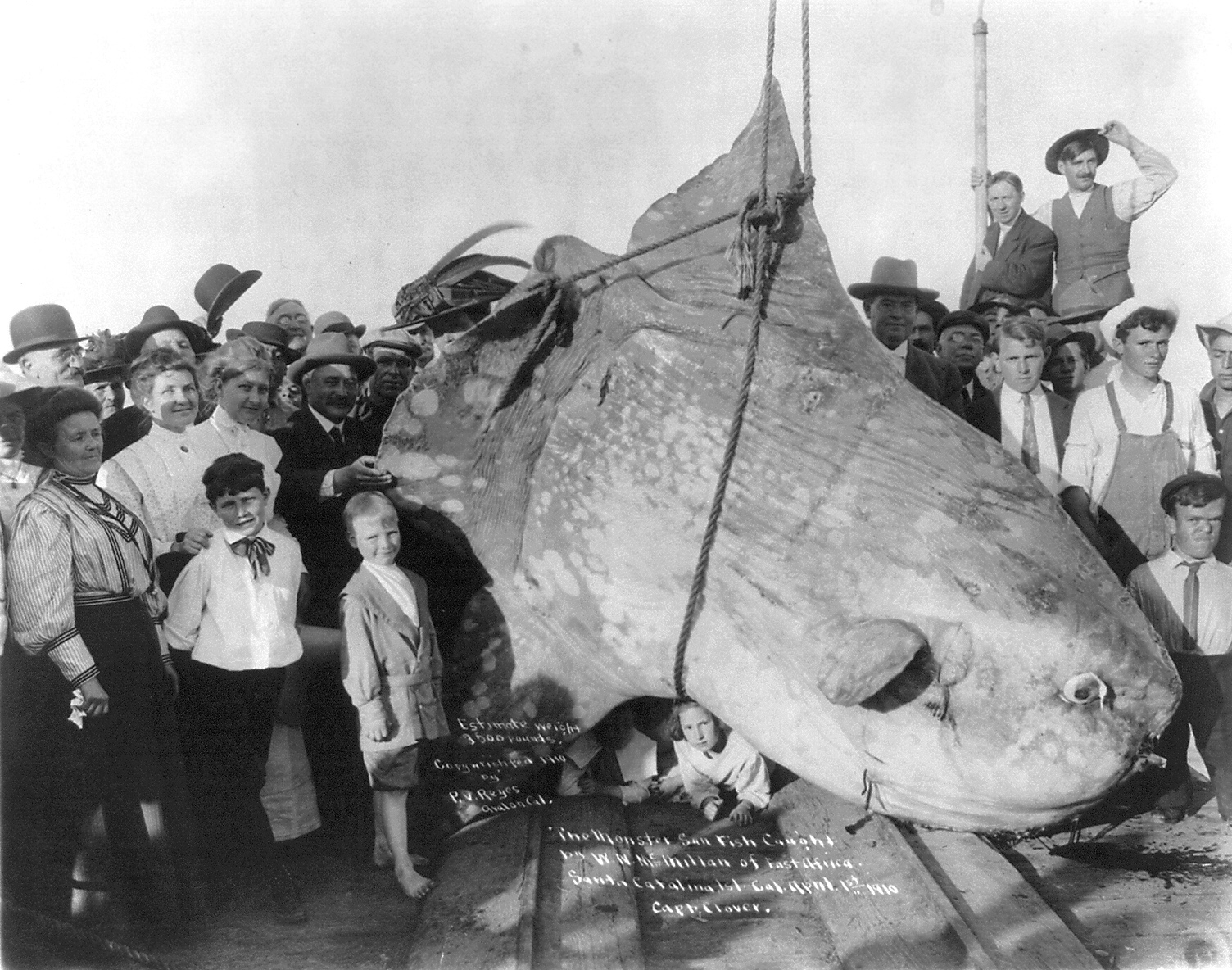
بوزن 1600 كجم, تم اصطياد سمكة شمس المحيط عام 1910

المناطق التي يكثر العثور عليها هي الوجهات الشهيرة للغوص الرياضي، وبحسب ما ورد أصبحت سمكة الشمس في بعض المواقع مألوفة للغواصين. تعتبر الأسماك مشكلة بالنسبة للقوارب أكثر من السباحين، حيث يمكن أن تشكل خطرًا على القوارب المائية بسبب حجمها الكبير ووزنها. الاصطدامات مع أسماك الشمس شائعة في بعض أنحاء العالم ويمكن أن تتسبب في تلف القارب، أو مراوح السفن الكبيرة.
يعتبر لحم سمكة الشمس المحيطية طعامًا شهيًا في بعض المناطق، وأكبر الأسواق تتواجد في تايوان واليابان. يتم استخدام جميع أجزاء سمكة الشمس في المطبخ، من الزعانف إلى الأعضاء الداخلية. تُستخدم بعض أجزاء الأسماك في بعض مجالات الطب التقليدي. المنتجات السمكية المشتقة من أسماك الشمس ممنوعة في الاتحاد الأوروبي وفقًا للائحة (EC) رقم 853/2004 للبرلمان الأوروبي والمجلس لأنها تحتوي على سموم ضارة بصحة الإنسان.
يتم صيد أسماك الشمس عن طريق الخطأ ولكن يتم صيدها بشكل متكرر في مصائد أسماك الشباك الخيشومية، مما يشكل ما يقرب من 30 ٪ من إجمالي مصيد swardfish التي تستخدم الشباك الخيشومية في كاليفورنيا. معدل الصيد العرضي أعلى لديهم حيث يمثل 71٪ إلى 90٪ من إجمالي المصيد.
إن المصيد العرضي وتدمير هذه الأسماك غير مرخص في جميع أنحاء العالم. في بعض المناطق، يتم إصدار غرامات للأسماك التي يتم اعتبارها طعم لا قيمة له عند الصيادين. هذه العملية، التي يتم فيها قطع الزعانف، تؤدي إلى الموت النهائي للأسماك، لأنها لم تعد قادرة على دفع نفسها دون الزعانف الظهرية والشرجية. الأنواع مهددة أيضًا بالقمامة الطافية مثل الأكياس البلاستيكية التي تشبه قنديل البحر، وهو عنصر فريسة شائع. يمكن للأكياس أن تختنق وتختنق سمكة أو تملأ معدتها بالقدر الذي تجوعه.

## الأسر
لا يتم الإحتفاظ به على نطاق واسع في معارض الأحياء المائية بسبب المتطلبات الفريدة والمتطلبة لرعايتهم. تعرضها بعض الأحواض المائية الآسيوية خاصة في اليابان. يعد حوض أسماك Kaiyukan في أوساكا واحدًا من أحواض السمك القليلة التي تعرض فيها حيث يُقال أنها تحظى بشعبية مثل أسماك القرش الكبيرة. يوجد في لشبونة أوشناريوم في البرتغال سمكة شمس معروضة في الخزان الرئيسي، وفي إسبانيا، يوجد في فالنسيا أوشنوجرافيك عينات من سمكة الشمس. تشتهر حديقة Nordsøen Oceanarium في بلدة Hirtshals الشمالية في الدنمارك أيضًا بأسماكها الشمسية.
بينما يُزعم أن أول سمكة شمس تُحفظ في حوض أسماك في الولايات المتحدة وصلت إلى حوض أسماك مونتيري باي في أغسطس 1986، تم احتجاز عينات أخرى مسبقًا في مواقع

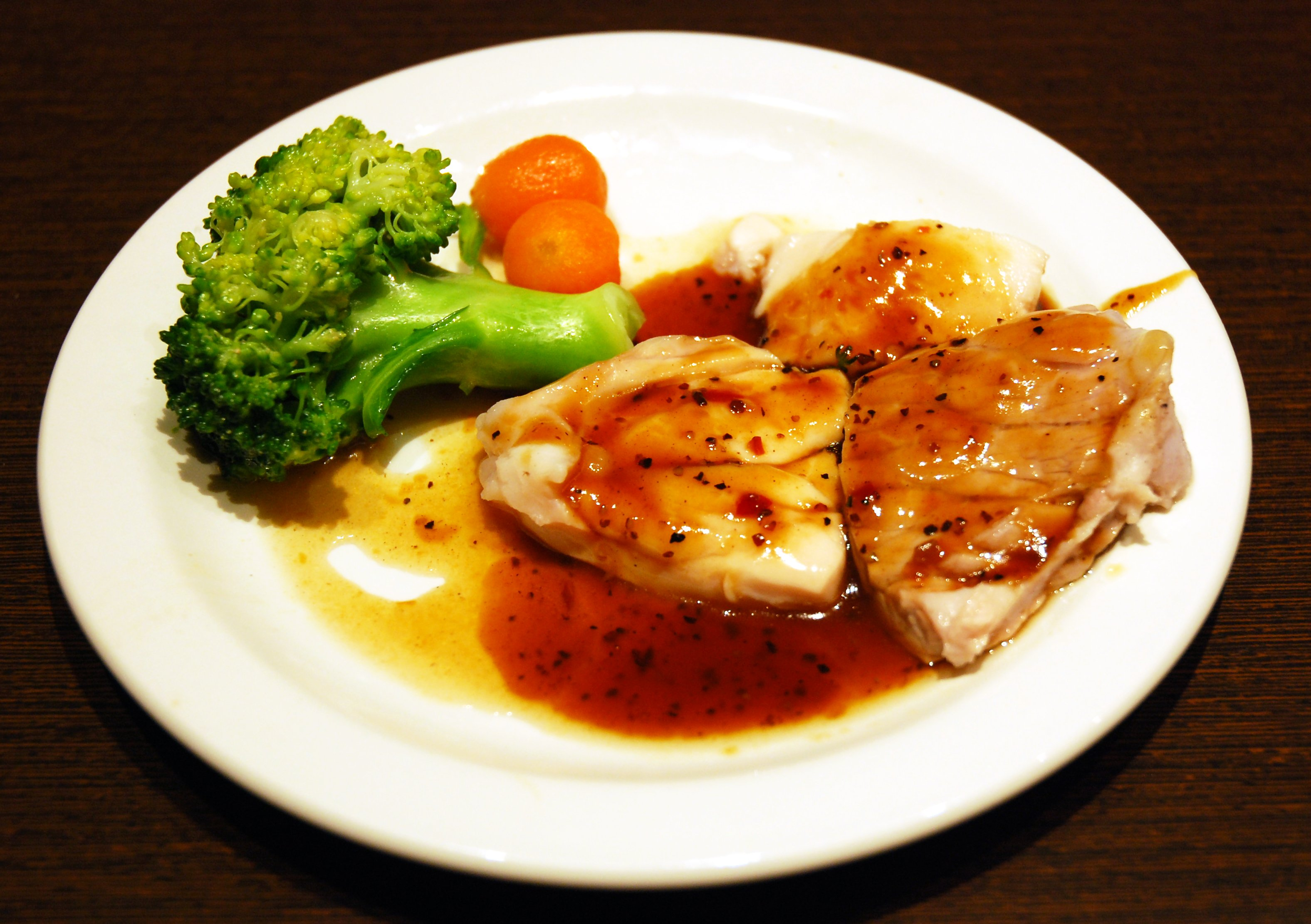
طبق تم تحضيره من سمك شمس المحيط

أخرى. تم إغلاق مارينلاند في المحيط الهادئ منذ عام 1998 ويقع في شبه جزيرة بالوس فيرديس في مقاطعة لوس أنجلوس بولاية كاليفورنيا وكان يحمل سمكة شمس واحدة على الأقل في المحيط عام 1961.وفي عام 1964 كان يحتوي على 650 رطلًا (290 كجم)، ادعى أنه أكبر عدد تم التقاطه في ذلك الوقت. ومع ذلك، تم جلب عينة أخرى يبلغ وزنها 1000 رطل (450 كجم) إلى حوض سمك مارينلاند ستوديوز ، بالقرب من سانت أوغسطين ، فلوريدا ، في عام 1941.
نظرًا لأن سمكة الشمس لم يتم الاحتفاظ بها في الأسر على نطاق واسع من قبل ، اضطر الموظفون في خليج مونتيري إلى الابتكار وإنشاء طرقهم الخاصة للقبض والتغذية والسيطرة على الطفيليات. بحلول عام 1998، تم التغلب على هذه المشكلات ، وتمكّن الحوض من الاحتفاظ بعينة لأكثر من عام ، ثم أطلقها لاحقًا بعد زيادة وزنها بأكثر من 14 مرة. أصبحت مولا مولا منذ ذلك الحين سمة دائمة في معرض البحر المفتوح. تم تنفيذ الموت الرحيم لأكبر عينة سمكة شمس خليج مونتيري في 14 فبراير 2008، بعد فترة طويلة من تدهور صحتها
التدابير الوقائية تسبب مصدر قلق كبير لمنع العينات الموجودة في الأسر من إصابتهاعن طريق الاحتكاك بجدران الحوض ، لأن سمكة الشمس المحيطية لا تستطيع المناورة بسهولة

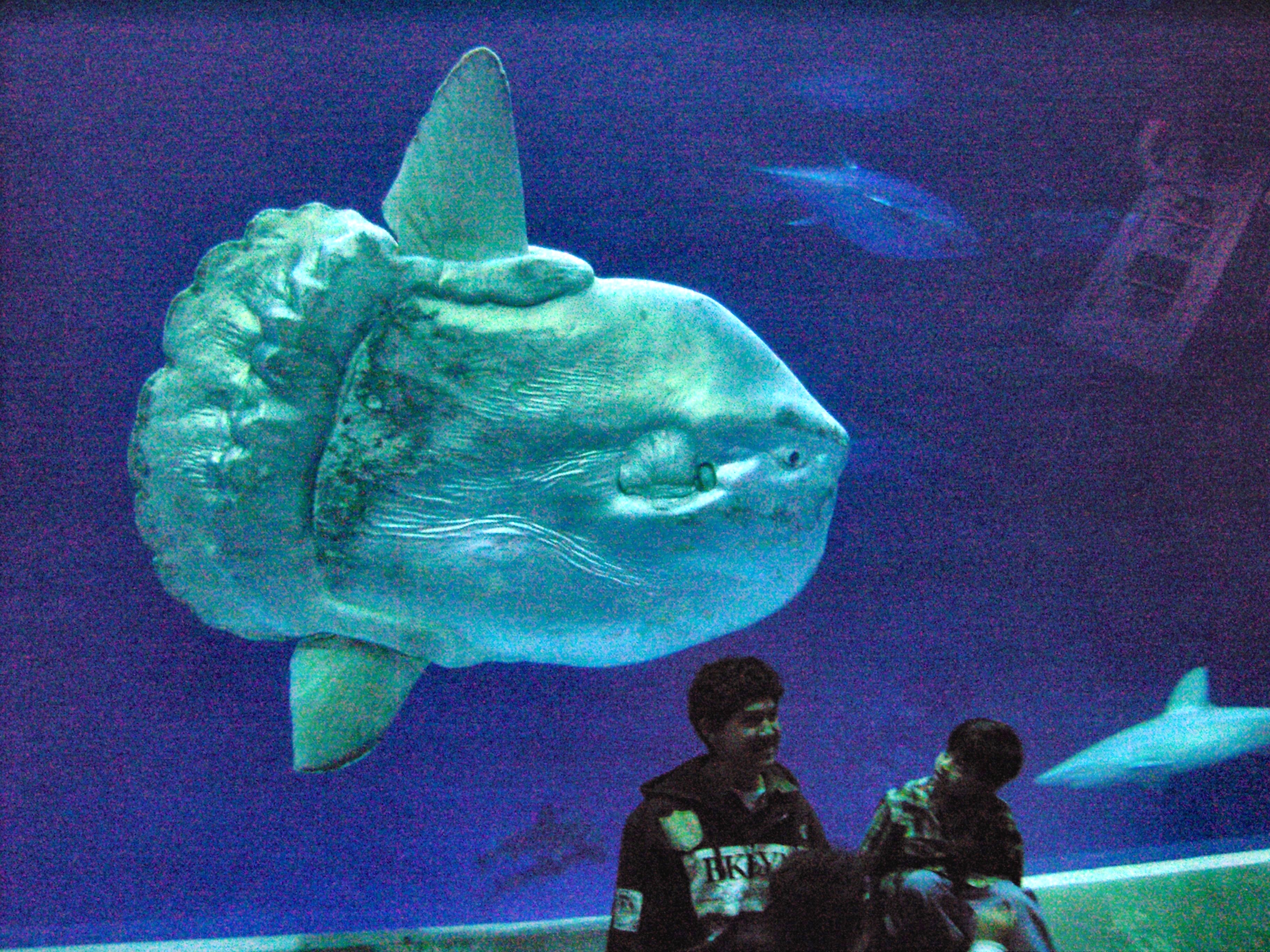
يثدم الخزان الموجود في مونتيري باي أكواريوم مقارنة حجم بين سمكة شمس المحيط والبشر.

بأجسادها.وفي خزان أصغر ، تم استخدام تعليق ستارة من الفينيل كإجراء مؤقت لتحويل الخزان المكعب إلى شكل دائري ومنع السمك من الكشط على الجوانب. الحل الأكثر فعالية هو ببساطة توفير مساحة كافية لسمكة الشمس للسباحة في دوائر واسعة. يجب أن يكون الخزان بعمق كافٍ لاستيعاب الارتفاع الرأسي لسمك الشمس الذي قد يصل إلى 3.2 متر (10 أقدام).
يمكن أن يمثل إطعام أسماك الشمس الأسيرة في حوض مع أسماك أخرى أسرع حركة وأكثر عدوانية تحديًا. في نهاية المطاف ، يمكن تعليم الأسماك الاستجابة للهدف العائم ليتم إطعامه ، وتناول الطعام من نهاية القطب أو من أيدي البشر